# Ptrukša
Ptrukša (in ungherese Szirénfalva) è un comune della Slovacchia facente parte del distretto di Michalovce, nella regione di Košice.